# Prosthechea terassaniana
Prosthechea terassaniana är en orkidéart som först beskrevs av Marcos Antonio Campacci och Patricia A. Harding, och fick sitt nu gällande namn av Wesley Ervin Higgins. Prosthechea terassaniana ingår i släktet Prosthechea och familjen orkidéer. Inga underarter finns listade i Catalogue of Life.

## Bildgalleri

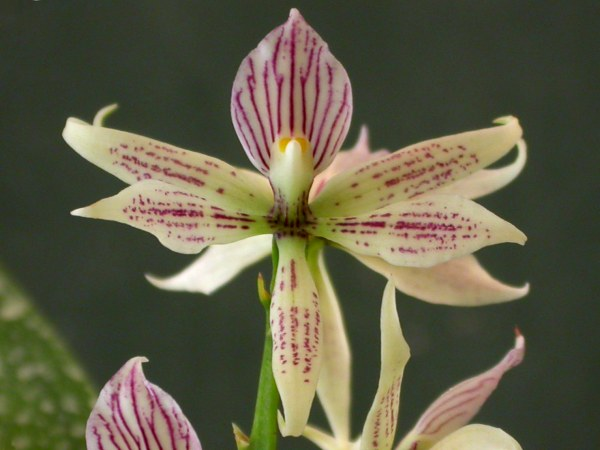